# Astrid Rondero
Astrid Rondero (Ciudad de México, 18 de enero de 1989) es una cineasta, productora y guionista mexicana. Junto con Fernanda Valadez, es conocida por coescribir, codirigir y coproducir películas que exploran temas sociales en México.

## Obra
Rondero y la coguionista y directora Fernanda Valadez concibieron inicialmente la historia de Rasgos de identidad (2020) alrededor de 2012.
La colaboración de Rondero con Valadez comenzó con cortometrajes como Of This World (2010), In Still Waters (2011) y 400 Bags (2014). Su ópera prima, Los días más oscuros de nosotras (2017), que Rondero dirigió en solitario, ganó dos Premio Ariels en México a Mejor Actriz y Mejor Ópera Prima. 
Sus siguientes películas fueron aclamadas por la crítica en el Festival de Cine de Sundance de 2024. Sin señas particulares (2020) ganó el Premio del Público World Cinema Dramatic y el Premio Especial del Jurado al Mejor Guion. Su película más reciente, Sujo (2024), se estrenó en Sundance y explora las consecuencias de la violencia de los cárteles en los niños que quedan atrás.

## Filmografía

### Dirección
| Año  | Título                           | Notas             |
| ---- | -------------------------------- | ----------------- |
| 2006 | Julieta                          | Cortometraje      |
| 2011 | En aguas quietas                 | Cortometraje      |
| 2017 | Los días más oscuros de nosotros | Dos Premios Ariel |
| 2020 | Sin señas particulares           |                   |
| 2024 | Sujo                             |                   |

## Premios y reconocimientos
| Año  | Premio                                                   | Categoría                                                       | Título                           | Resultado | Nota                                                              | Re    |
| ---- | -------------------------------------------------------- | --------------------------------------------------------------- | -------------------------------- | --------- | ----------------------------------------------------------------- | ----- |
| 2025 | Festival Internacional de Cine de Palm Springs           | Mejor película iberoamericana                                   | Sujo                             | Ganadora  | Compartido con Fernanda Valadez                                   | [ 5 ] |
| 2025 | Festival Internacional de Cine de Palm Springs           | Mejor película de habla extranjera                              | Sujo                             | Nominada  | Compartido con Fernanda Valadez                                   | [ 5 ] |
| 2024 | Latinita Festival du Cinema Espagnol et Latino Americain | Mejor película, Grand Prix                                      | Sujo                             | Ganadora  | Compartido con Fernanda Valadez                                   | [ 5 ] |
| 2024 | Latinita Festival du Cinema Espagnol et Latino Americain | Prix "Hasta siempre"                                            | Sujo                             | Ganadora  | Compartido con Fernanda Valadez                                   | [ 5 ] |
| 2024 | MOOOV Film Festival                                      | Canvas Award, mejor película                                    | Sujo                             | Ganadora  | Compartido con Fernanda Valadez                                   | [ 5 ] |
| 2024 | Festival de Cine de Ourense                              | Mejor dirección, premio del jurado                              | Sujo                             | Ganadora  | Compartido con Fernanda Valadez                                   | [ 5 ] |
| 2024 | Festival Internacional de Cine de Morelia                | Mejor película                                                  | Sujo                             | Ganadora  | Compartido con Fernanda Valadez                                   | [ 5 ] |
| 2024 | Festival Internacional de Cine de Morelia                | Mejor dirección                                                 | Sujo                             | Ganadora  | Compartido con Fernanda Valadez                                   | [ 5 ] |
| 2024 | Festival Internacional de Cine de Morelia                | Mejor película mexicana                                         | Sujo                             | Ganadora  | Compartido con Fernanda Valadez                                   | [ 5 ] |
| 2024 | Festival Internacional de Cine de Morelia                | Competencia de cine de Michoacán, Mejor película                | Sujo                             | Nominada  | Compartido con Fernanda Valadez                                   | [ 5 ] |
| 2024 | Festival de Cine Latinoamericano de Toulouse             | Prix Cine+                                                      | Sujo                             | Ganadora  | Compartido con Fernanda Valadez                                   | [ 5 ] |
| 2024 | Festival de Cine Latinoamericano de Toulouse             | Rail d'Oc                                                       | Sujo                             | Ganadora  | Compartido con Fernanda Valadez                                   | [ 5 ] |
| 2024 | Festival de Cine Latinoamericano de Toulouse             | Grand Prix, largometraje de ficción                             | Sujo                             | Nominada  | Compartido con Fernanda Valadez                                   | [ 5 ] |
| 2024 | Festival de Cine de Sundance                             | World Cinema Dramatic Premio del Gran Jurado                    | Sujo                             | Ganadora  | Compartido con Fernanda Valadez                                   | [ 3 ] |
| 2024 | Festivla de cine Africano, Asiático, Latinoamericano     | Windows on the Wordl Feature Film Competition                   | Sujo                             | Ganadora  | Compartido con Fernanda Valadez                                   | [ 5 ] |
| 2024 | Festivla de cine Africano, Asiático, Latinoamericano     | Mejor película                                                  | Sujo                             | Nominada  | Compartido con Fernanda Valadez                                   | [ 5 ] |
| 2024 | Festival de Cine de Cartagena                            | Premio de Cine iberoamericano, mejor película                   | Sujo                             | Nominada  | Compartido con Fernanda Valadez                                   | [ 5 ] |
| 2024 | Festival Internacional de Cine de San Sebastián          | Premio Cooperación Española                                     | Sujo                             | Ganadora  | Compartido con Fernanda Valadez                                   | [ 5 ] |
| 2024 | Festival Internacional de Cine de San Sebastián          | Premio Horizontes                                               | Sujo                             | Nominada  | Compartido con Fernanda Valadez                                   | [ 5 ] |
| 2021 | Ariel                                                    | Mejor guion cinematográfico original                            | Sin señas particulares           | Ganadora  | Compartido con Fernanda Valadez                                   | [ 5 ] |
| 2021 | Ariel                                                    | Mejor edición                                                   | Sin señas particulares           | Ganadora  | Compartido con Fernanda Valadez y Susan Korda                     | [ 5 ] |
| 2021 | Ariel                                                    | Mejor película                                                  | Sin señas particulares           | Ganadora  | Compartido con Fernanda Valadez, Yossy Zagha y Jack Zagha Kababie | [ 5 ] |
| 2021 | Premios CANACINE                                         | Mejor película                                                  | Sin señas particulares           | Ganadora  | Compartido con Fernanda Valadez                                   | [ 5 ] |
| 2021 | Gotham Awards                                            | Mejor película internacional                                    | Sin señas particulares           | Ganadora  | Compartido con Fernanda Valadez                                   | [ 5 ] |
| 2021 | Gotham Awards                                            | Premio del público                                              | Sin señas particulares           | Nominada  | Compartido con Fernanda Valadez                                   | [ 5 ] |
| 2020 | Festival de Cine de Sundance                             | World Cinema Dramatic Premio del Público                        | Sin señas particulares           | Ganadora  | Compartido con Fernanda Valadez                                   | [ 5 ] |
| 2020 | Festival de Cine de Sundance                             | World Cinema Dramatic Premio Especial del Jurado al Mejor Guion | Sin señas particulares           | Ganadora  | Compartido con Fernanda Valadez                                   | [ 5 ] |
| 2019 | Santo Domingo OutFest                                    | Mejor película, premio del jurado                               | Los días más oscuros de nosotras | Ganadora  |                                                                   | [ 5 ] |
| 2019 | Santo Domingo OutFest                                    | Mejor dirección, premio del jurado                              | Los días más oscuros de nosotras | Ganadora  |                                                                   | [ 5 ] |
| 2019 | Santo Domingo OutFest                                    | Mejor guion, premio del jurado                                  | Los días más oscuros de nosotras | Ganadora  | Compartido con Lila Nieto                                         | [ 5 ] |
| 2019 | Ariel                                                    | Mejor ópera prima                                               | Los días más oscuros de nosotras | Nominada  |                                                                   | [ 5 ] |
| 2018 | Festival Internacional de Cine de Morelia                | Mejor película mexicana                                         | Los días más oscuros de nosotras | Ganadora  |                                                                   | [ 5 ] |
| 2018 | Festival Internacional de Cine de Morelia                | Dirección                                                       | Los días más oscuros de nosotras | Ganadora  |                                                                   | [ 5 ] |
| 2018 | Festival de Cine de Bogotá                               | Mejor película                                                  | Los días más oscuros de nosotras | Ganadora  |                                                                   | [ 5 ] |
| 2018 | Festival de Cine de San Antonio                          | Mejor película, premio del jurado                               | Los días más oscuros de nosotras | Ganadora  |                                                                   | [ 5 ] |
| 2017 | Festival Internacional de Cine de Los Cabos              | México primero, mención especial del jurado                     | Los días más oscuros de nosotras | Ganadora  |                                                                   | [ 5 ] |
| 2011 | Festival de Cine Latinoamericano de Vancouver            | Mejor cortometraje                                              | En aguas quietas                 | Ganadora  |                                                                   | [ 5 ] |
| 2011 | Ariel                                                    | Mejor cortometraje de ficción                                   | En aguas quietas                 | Nominada  |                                                                   | [ 5 ] |
| 2011 | Festival Internacional de Cine de Morelia                | Mejor cortometraje                                              | En aguas quietas                 | Nominada  |                                                                   | [ 5 ] |